# Mariana en el sur (1897)
Mariana en el sur es una pintura al óleo sobre lienzo de 1897 del artista prerrafaelita británico John William Waterhouse.

## Evaluación
Mariana en el sur es una pintura muy conocida de Waterhouse y se inspira en el poema homónimo de Alfred Tennyson de 1830. Mariana reza por el regreso del amor perdido, el dictador Angelo, quien la despreció brutalmente por la pérdida de su dote. La imagen ilustra la línea "Y en el espejo líquido brillaba la clara perfección de su rostro" del poema de Tennyson.
La bella joven, vestida con una suelta sobretúnica blanca, probable alusión a su pureza, aparece observándose tranquilamente en un gran espejo ovalado, dentro de un hermoso soporte de madera tallada, que el artista cambió varias veces mientras desarrollaba la pintura. Está arrodillada sobre un suelo de baldosas blancas y negras que se extiende por una amplia habitación, con una puerta entreabierta al fondo. En primer plano junto a Mariana, cartas abiertas y sobres en el suelo ¿Quizás correspondencia entre ella y su prometido lejano? La composición es típica de Waterhouse, desde la joven de figura esbelta y pálida, hasta los detalles menores y la inspiración en la poesía romántica británica.

## Procedencia
La pintura mide 114 x 74 cm. Inicialmente en una colección privada, en 1954 según lo dictado en el testamento de Cecile French (1879-1953), el lienzo fue trasladado a Hammersmith, a la casa-museo del artista inglés Frederic Leighton.